# HD 132032
HD 132032 — двойная звезда в созвездии Волопаса на расстоянии приблизительно 503 световых лет (около 57,4 парсека) от Солнца. Видимая звёздная величина звезды — +8,24m. Возраст звезды определён как около 2,87 млрд лет.
Вокруг звезды обращается, как минимум, одна планета.

## Характеристики
Первый компонент — жёлтая звезда спектрального класса G5. Масса — около 1,158 солнечной, радиус — около 1,194 солнечного, светимость — около 1,592 солнечной. Эффективная температура — около 6040 K.
Второй компонент — коричневый карлик. Масса — около 13,71 юпитерианских. Удалён на 1,571 а.е..

## Планетная система
В 2016 году у звезды обнаружена планета HD 132032 b.